# Agárdi Állami Gazdaság
Az Agárdi Állami Gazdaság az ország legnagyobb és leghíresebb gazdaságai közé tartozott, mezőgazdasági területei jellemzően Agárd és Zichyújfalu környékén voltak. Az Agárdi Állami Gazdasági huszonegyezer hold területen foglalkozott növénytermesztéssel. Borjúnevelőjében szigorúan higiénikus körülmények között nevelték az úgynevezett negatív állományt. Váncsa Jenő agrárminiszter 1958 és 1972 között volt az állami gazdaság vezérigazgatója.

## Történelme
1971 januárjában Budapesten aláírták azt az államközi egyezményt, mely szerint az Agárdi Állami Gazdaság és a Zlaté Klasy-i Szakosított Meliorációs Szövetkezet kooperációjában fogják gyártani a sertéstelepek építéséhez szükséges elemeket. A szerződés 1 380 900 rubel értékű épületelem és kiegészítő tartozékok gyártását írta elő az 1971-es évre.
1971. július 9-én Ludvík Svoboda, Csehszlovákia elnöke járt az Agárdi Állami Gazdaság felsőcikolai sertésüzemében. Váncsa Jenő, az állami gazdaság vezérigazgatójának beszámolója szerint az állami gazdaság felsőcikolai üzeme ekkoriban évi 11 000 sertést tenyésztett.
1977. július 4-e és július 8-a között a szíriai Arab Újjászületés Szocialista Pártjának  küldöttsége járt Magyarországon. Az Abdullah al Ahmar (arabul: عبدالله الأحمر) főtitkárhelyettes vezette küldöttség ellátogatott többek között az agárdi gazdaságba is.

## Üzemek

### Jánosmajori Húscsirke Előállító Broiler Üzem
A Jánosmajori Húscsirke Előállító Broiler Üzemet 50 000 000 forint beruházással építették 1962 és 1965 között, a beruházás 7–8 év alatt térült meg. Az üzem 20 darab, 1000 m² alapterületű baromfinevelő házzal és a hozzá tartozó szociális és kiszolgáló épületekkel rendelkezett. A 15 kataszteri holdon létesített telep 30%-kal növelte Fejér megye baromfitermelését. A jánosmajori üzem 1967-ben 97 embert foglalkoztatott, ebből 51 férfi és 46 nő volt. 1967-es adat szerint a telep egy-egy dolgozója személyenként évi 361 000 forint termelési értéket állított elő.
A telephelyen egy időben 240 000 csirkét tudtak nevelni. 9 hetes nevelési idővel számolva évi 5 rotáció hagyhatta el a jánosmajori telepet, ez évente 1 200 000 húscsirkét eredményezett, ami 1500 tonna baromfihússal egyenlő. A pecsenyecsirke előállításához Lohmann-féle  nagy hozamú húshibrideket tenyésztettek.
A jánosmajori üzem 1966-ban 1 278 000 csirkét adott el (1500 tonna csirkehús lett értékesítve).